# Ducati Mach 1
La Ducati Mach 1 è una motocicletta prodotta dalla casa motociclistica italiana Ducati dal settembre 1964 al 1966. 
La moto è stata tra le più veloci con cubatura 250 cc della sua epoca.

## Descrizione
Il motore monocilindrico Ducati da 248.6 cm³, con singolo albero a camme in testa raffreddato ad aria con testata a due valvole e sistema d'alimentazione a carburatori della Dell'Orto, è un monocilindrico posizionato verticalmente.
Molte moto furono riconvertite per l'uso nelle competizioni e con Mike Rogers ha vinto il Tourist Trophy nella categoria da 250 cc.